# Renée Soutendijk
Renée Soutendijk, pseudonimo di Renette Pauline Soutendijk (Amsterdam, 21 maggio 1957), è un'attrice olandese.

## Biografia
Renée Soutendijk, cresciuta praticando ginnastica artistica ma poi diplomatasi all'Academy for Podium Formation, accademia di recitazione a L'Aia, durante gli anni 80 è stata una pupilla del regista Paul Verhoeven, affermandosi nei film da lui diretti, Spetters e Il quarto uomo. Degno di nota, anche il fanta-thriller Priorità assoluta di Duncan Gibbins, dove la Soutendijk interpreta un diabolico androide. Nello stesso decennio è diventata una sex symbol del cinema olandese, nonché una delle attrici olandesi più popolari al mondo. Attiva anche come attrice teatrale, nel 2010 è stata protagonista di Wit di Margaret Edson. Nel 2011 ha ricevuto un Rembrandt Award in onore della sua carriera, mentre nel 2018 è stata nel cast del film di Luca Guadagnino Suspiria.

## Filmografia

### Cinema
- Pastorale 1943, regia di Wim Verstappen (1978)
- Doodzonde, regia di René van Nie (1978)
- A Woman Like Eve, regia di Nouchka van Brakel (1979)
- Spetters, regia di Paul Verhoeven (1980)
- La ragazza dai capelli rossi (Het meisje met het rode haar), regia di Ben Verbong (1981)
- Het verboden bacchanaal, regia di Wim Verstappen (1981)
- Van de koele meren des doods, regia di Nouchka van Brakel (1982)
- Il quarto uomo (The Fourth Man), regia di Paul Verhoeven (1983)
- An Bloem, regia di Peter Oosthoek (1983)
- Out of order - Fuori servizio (Abwärts), regia di Carl Schenkel (1984)
- De ijssalon, regia di Dimitri Frenkel Frank (1985)
- The Second Victory, regia di Gerald Thomas (1987)
- Een maand later, regia di Nouchka van Brakel (1987)
- Der Madonna-Mann, regia di Hans-Christoph Blumenberg (1987)
- Ovunque tu sia (Gdzieśkolwiek jest, jeśliś jest...), regia di  Krzysztof Zanussi (1988)
- Priorità assoluta (Eve of Destruction), regia di Duncan Gibbins (1991)
- A Perfect Man, regia di Kees Van Oostrum (2013)
- Vikings - L'invasione dei Franchi (Redbad), regia di Roel Reiné (2018)
- Suspiria, regia di Luca Guadagnino (2018)
- La famiglia Claus (De Familie Claus), regia di Matthias Temmermans (2020)
- La famiglia Claus 2 (De Familie Claus 2), regia di Ruben Vandenborre (2021)
- Sweet Dreams, regia di Ena Sendijarevic (2023)

### Televisione
- I diari del Terzo Reich (Inside the Third Reich) - film TV (1982)
- The Cold Room – film TV (1984)
- Pietro il Grande - miniserie TV (1986)
- Scoop – film TV (1987)
- Recht, nicht Rache – film TV (1989)
- De Enclave - miniserie TV (2002)
- Squadra speciale Lipsia (Leipzig Homicide) - serie TV (2008-2009)
- Moordvrouw - serie TV (2012)
- Centraal Medisch Centrum - serie TV (2016-2017)

## Riconoscimenti
- Film Festival dei Paesi Bassi
  - 1985 – Vitello d'oro alla migliore attrice per De ijssalon
  - 2023 – Vitello d'oro al miglior interprete per Swet Dreams
- Locarno Film Festival
  - 2023 – Pardo per la miglior interpretazione per Swet Dreams

## Doppiatrici italiane
Nelle versioni in italiano delle opere in cui ha recitato, Renée Soutendijk è stata doppiata da:
- Maria Pia Di Meo in Spetters
- Angiola Baggi in Il quarto uomo
- Rossella Izzo in Out of order - Fuori servizio
- Paola Del Bosco in Vikings - L'invasione dei Franchi
- Alessandra Korompay in Suspiria
- Simona Biasetti in La famiglia Claus, La famiglia Claus 2
- Paila Pavese in Pietro il Grande
- Irene Di Valmo in L'uomo alfa